# سوزان وايز باور
سوزان وايز باور (بالإنجليزية: Susan Wise Bauer)‏ هي باحثة في تاريخ العصور الكلاسيكية وكاتِبة أمريكية، ولدت في 1968.

## وصلات خارجية
- الموقع الرسمي
- سوزان وايز باور على موقع ميوزك برينز (الإنجليزية)